# حي الحافة (صنعاء)

تعديل مصدري - تعديل

حي الحافة أحد أحياء مديرية شعوب في مدينة صنعاء اليمنية، بلغ عدد سكانه 1789 نسمة حسب التعداد السكاني في اليمن لعام 2004.

## الحارات
| الحارة              | عدد المساكن | عدد الأسر | الذكور | الأناث | الإجمالي |
| ------------------- | ----------- | --------- | ------ | ------ | -------- |
| حارة الحافة القديمة | 227         | 211       | 949    | 840    | 1789     |
| الإجمالي            | 227         | 211       | 949    | 840    | 1789     |